# Växtlöss
Växtlöss (Sternorrhyncha) är en underordning i insektsordningen halvvingar med ungefär 14000 arter varav cirka 750 förekommer i Sverige. Växtlössen har sugande och stickande mundelar som de använder för att suga växtsafter med. Många är skadeinsekter i växtodlingar. De är också föda för många andra insekter, till exempel nyckelpigor och blomflugor.

## Överfamiljer
- mjöllöss	(Aleyrodoidea)
- bladlöss	(Aphidoidea)
- sköldlöss	(Coccoidea)
- Phylloxeroidea
- bladloppor (Psylloidea)